# Comté de Montgomery (Texas)
Pour les articles homonymes, voir Comté de Montgomery.
Le comté de Montgomery, en anglais : Montgomery County, est un comté situé dans l'est de l'État du Texas aux États-Unis. Le siège de comté est Conroe. Selon le recensement de 2020, sa population est de 620 443 habitants. 
Le comté a une superficie de 2 789 km2, dont 2 704 km2 est de terre. 